# Polzíkovo
Polzíkovo (en rus: Ползиково) és un poble de l'óblast de Tula, a Rússia, segons el cens del 2010 tenia 13 habitants.